# Winter 1962/63 in Europa
Der Winter der Jahre 1962 auf 1963 war für ganz Europa einer der strengsten Winter des 20. Jahrhunderts. In Deutschland war er der strengste Winter des 20. Jahrhunderts. Für Mittel- und Westeuropa bemerkenswert ist seine ungewöhnlich lange Frostdauer, die sich im Bereich eines 250-jährigen Ereignisses bewegte.

## Klimatologie und Synopse

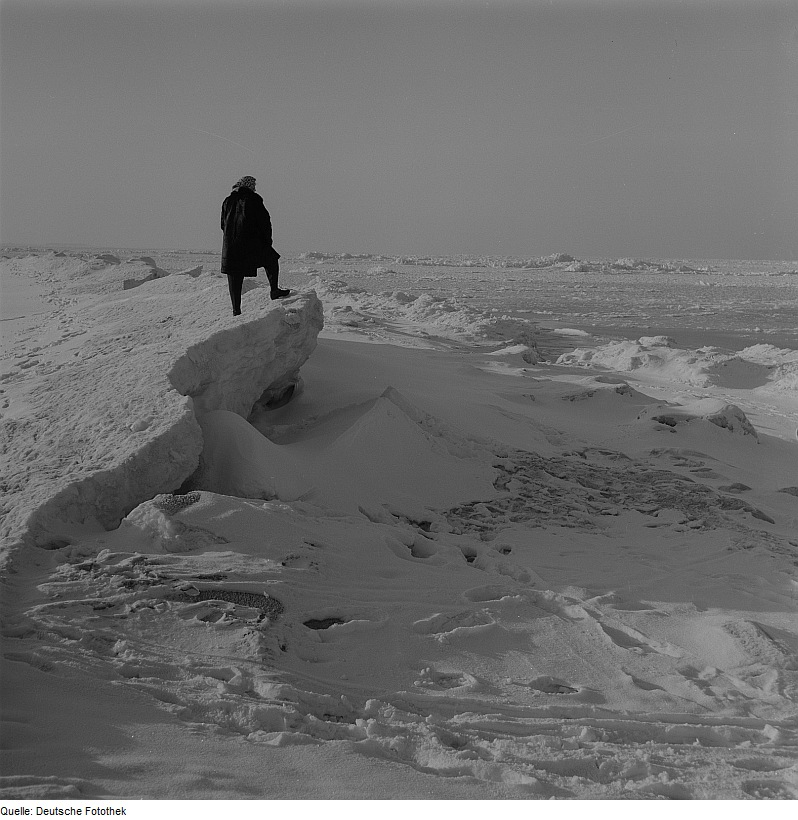
Packeis in der Ostsee bei Kap Arkona, Rügen, Februar 1963

Der Winter 1962/63 gehört mit den drei strengen Kriegswintern von 1939/40 bis 1941/42 und dem Nachkriegswinter 1946/47 zu einer klimatologischen Kühlphase, die vom Ende der 1930er bis in die späten 1960er Jahre andauerte, und eine Unterbrechung im sonst relativ kontinuierlichen Anstieg vom Pessimum der Kleinen Eiszeit des 18./19. Jahrhunderts bis zum Modernen Optimum/Klimawandel des ausgehenden 20. Jahrhunderts darstellt.
Der Winter begann mit Schnee Mitte November 1962 und einem polaren Kaltluftvorstoß im dritten Drittel des Monats. Schon früh im Winter bildeten sich ein starkes Grönlandhoch und eine Hochdruckbrücke zum Azorenhoch aus; diese Aktionssituation war den ganzen Winter wetterbestimmend. Die erste Kältewelle dauerte etwa bis zum 9. Dezember, eine zweite Periode begann mit Schneefällen in Westeuropa Mitte Dezember und einem Temperatursturz am 22./23. Dezember 1962, bis Silvester. Dann folgte eine lange Schönwetter- und Frostperiode von Januar bis Ende Februar. Eine kurze Entspannung brachte eine Wärmephase vom 20. bis 23. Februar 1963 mit einer nachfolgenden weiteren zweiwöchigen Frostperiode. Erst ein atlantisches Tauwetter um den 5. bis 8. März beendete die über dreimonatige Frostperiode Mitteleuropas.
Der Winter zeigte insgesamt negative Abweichungen vom Normalwinter in ganz Europa, mit zwei Zentren von −6 °C für Mitteldeutschland und den Raum Gdańsk–Kaliningrad an der Ostsee, und −4 °C von Südschweden bis zum ganzen Alpenraum.
Parallel kam es auch zu einer abnormen Winterkälte in Nordamerika und dem mittleren Ostasien (Japan, chinesische Küste), während Vorderasien, Sibirien und Alaska einen ausnehmend milden Winter erlebten.

### Abschätzung der Jährlichkeit
In Zentraleuropa war der Winter gravierend strenger als die Kriegswinter oder die Kältewelle 1956, der Winter 1995/1996 war noch deutlich länger (Frostende erste/zweite Aprilwoche). Im Alpenraum war er zudem ausnehmend schneearm, wo diesbezüglich etwa der katastrophale Lawinenwinter 1951 oder der Lawinenwinter 1999 (Galtür 23. Februar) im 20. Jahrhundert herausragend sind. Herausragend ist aber, dass gebietsweise auch in tiefen Lagen bis zu 120 Eistage in Folge lagen. Damit gilt dieser Winter als die größte Kälteperiode seit 1739/40.
In Westeuropa fand, wenn auch der Frost nicht durchgehend war, ebenfalls ein wirklicher Jahrhundertwinter statt, er ist dem von 1879/80 oder gar von 1829/30 vergleichbar. Auf den Britischen Inseln, wo man den Winter The Great Freeze of '63 oder The Long Winter nennt, war er der drittkälteste seit Beginn der Reihe Central England Temperature (CET, ab 1659), der Winter von 1683/84 war deutlich kälter, der Winter 1946/47 schneereicher, aber weniger kalt.
Seither wurde der Winter an Kälte nur in einzelnen Gebieten übertroffen, so durch denjenigen im Mittelmeerraum 1965 oder die Tiefsttemperaturen der Kältewelle Januar 1985.

## Auswirkungen und lokales Wettergeschehen

### Mitteleuropa

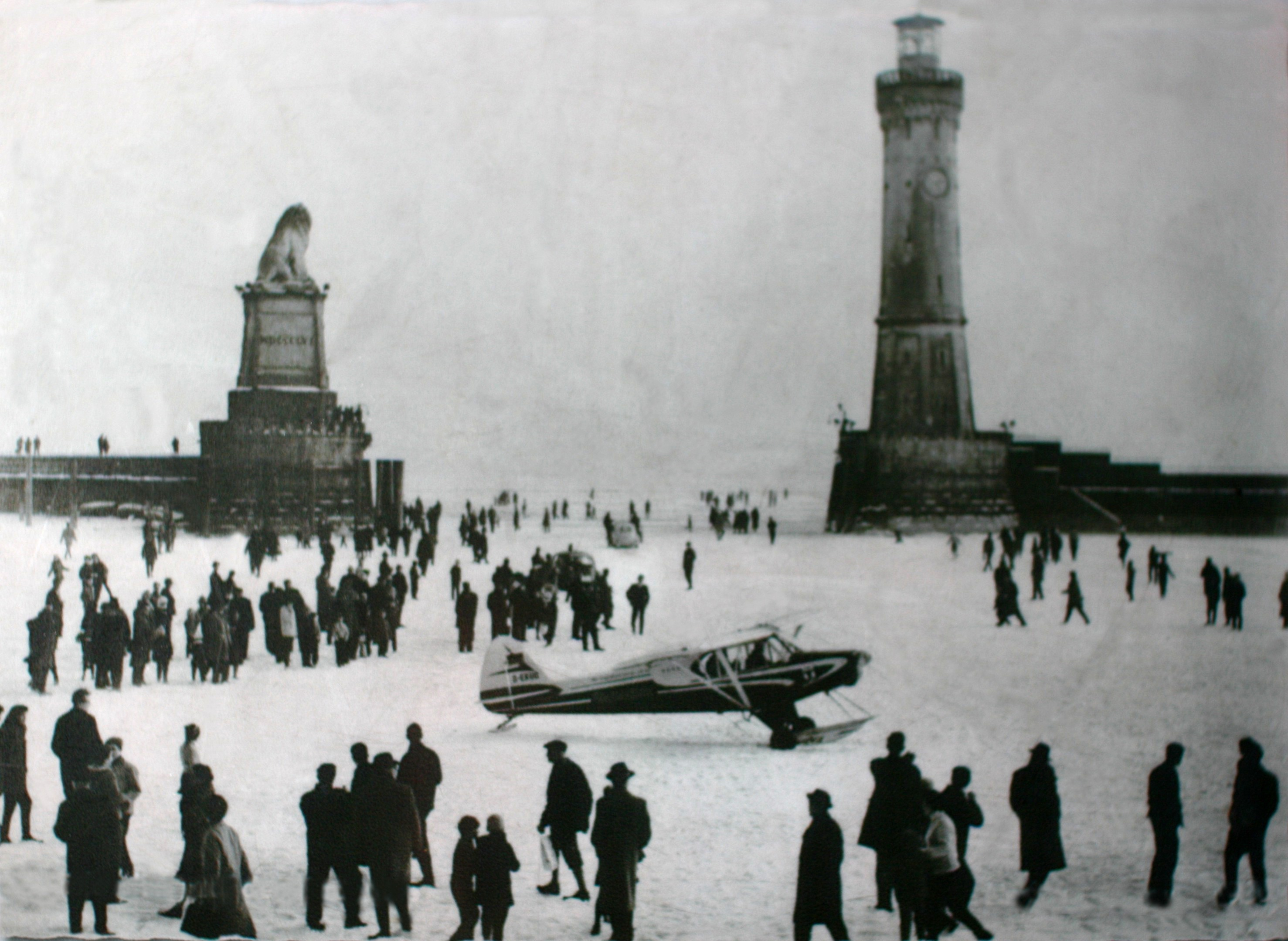
Eislandung im Hafenbecken von Lindau, 9. Februar 1963

In weiten Teilen Mitteleuropas war der Winter zu kalt und insbesondere zu trocken, trotzdem hielt sich die geschlossene Schneedecke des Frühwinters bis in den März. In Osteuropa herrschten strenge Fröste, bis zu −40 °C etwa in Polen. Die Kältesumme, die aufsummierten negativen Tagesmitteltemperaturen, 1. November–31. März, ein Maß für die Strenge eines Winters, betrug an der deutschen Ostseeküste 400°, in Potsdam 560°, im Brockengebiet 900° und auf dem Fichtelberg 1000° (Normalwert für die damalige DDR: 150°). Die Zahl der Frosttage lag bei 120–170 %, die der Eistage 200–300 % über dem Normal (ebenfalls Gebiet der DDR).
Die Ostsee war komplett vereist. Auf dem Rhein bei Kaub bildete sich – zum bisher letzten Mal – eine geschlossene Eisdecke. Da auch Eisbrecher diese nicht mehr durchdringen konnten, wurde das Eis schließlich durch Sprengungen beseitigt. In Würzburg fror Ende Dezember der Main vollständig zu, ebenso der Zürichsee und der Bodensee (und andere Alpenseen, vgl. Seegfrörni).

Temperaturen in Würzburg im Jahr 1963

### Westeuropa

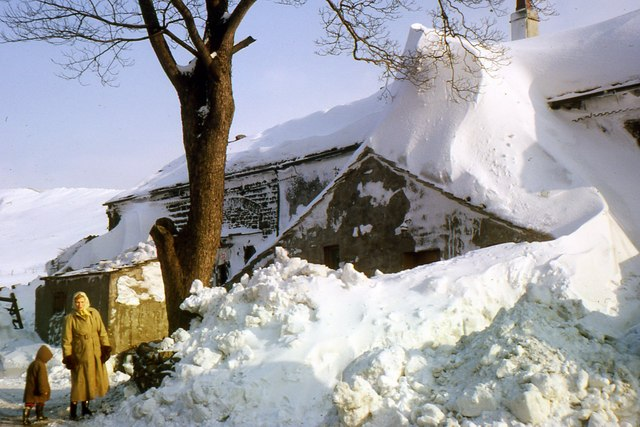
Schneemengen in Overtown, Lancashire

In den Französischen Alpen waren schon Mitte Dezember enorme Schneemengen gefallen und hatten zahlreiche Winterurlauber eingeschneit. In England brachte ein Schneesturm 29.–30 Dezember bis zu einem halben Meter Schnee und enorme Schneeverwehungen, die auch auf Frankreich übergriffen. Im Januar waren in England Temperaturen bis −16 °C zu vermerken, mit überfrierendem Nebel als Hauptproblem. In Frankreich sanken die Temperaturen bis unter −26 °C (Amberieu, Vichy, 23. Januar)

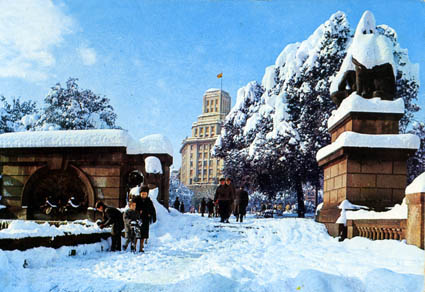
Schneefall in Barcelona, Katalonien

Zu Weihnachten gab es in Katalonien starken Schneefall, in Barcelona selbst etwa 50 Zentimeter.
Auch das IJsselmeer fror zu, auf dem holländischen Wattenmeer schwammen Eisberge. Vollständig vereist waren auch die Kanäle und Flüsse von den Niederlanden bis Nordostfrankreich und teilweise Flüsse wie die Seine und die Rhone. Zwischen Köln und Emmerich konnte man auf dem Rhein spazieren gehen. An der Loreley, der engsten Stelle des Mittelrheintals, kamen die Eisbrecher nicht durch; dort wurde Eis gesprengt. Von Januar bis März 1963 war der ganze Bodensee zugefroren, zum ersten Mal seit 1830 (ein sehr seltenes Ereignis, weil der Bodensee sehr tief ist). Eisdicken bis 60 cm wurden gemessen. (siehe auch Seegfrörnen des Bodensees) Auch der Walchensee war komplett zugefroren.
In Ostdeutschland (damals DDR) war wegen des gefrorenen Bodens der Braunkohleabbau schwierig bis unmöglich. Im Leibniz-Institut für Länderkunde in Leipzig lagern 100.000 Karteikarten von Curt Weikinn; auf einem Teil dieser Karten ist der Winter 1962/63 dokumentiert.
Am 18. Januar 1963 fand die Elf-Städte-Tour statt, das bedeutendste Natureis-Langstreckenrennen im Eisschnelllauf (sie konnte von 1909 bis 1997 nur 15 Mal stattfinden).
In Großbritannien ging der Winter als Big Freeze of 1963 in die Geschichte ein. In der Central England temperature – sie reicht bis 1659 zurück – waren nur die Winter 1683/84 und 1739/1740 kälter. Am 29. und 30. Dezember 1962 fegte ein Schneesturm über South West England und Wales.
Viele Wildtiere verhungerten oder erfroren. Die Dezimierung vieler Populationen und die Bestandsentwicklung danach waren auch Gegenstand der Evolutionsforschung.

### Opfer und Schäden
Aus der ersten Hälfte des 20. Jahrhunderts liegen wenig Daten über gesamtwirtschaftliche wie auch Versicherungsschäden vor. Die Behinderung im Verkehr wie auch der Gesamtwirtschaft dürften 1962/63 enorm gewesen sein, aber angesichts der meteorologischen wie wirtschaftlichen Lage der Vorjahrzehnte kein Ausnahmeereignis. Große Frostschäden an Fahrbahnen sind bekannt.
Auch die Abschätzung der Todesopfer (abgesehen von direkten Erfrierungsopfern) ist wenig gesichert. Für Hamburg wurden zeitgenössisch die Sterbefälle im Februar 1963 um 46 % gegenüber dem (normalen) Februar 1961 erhöht ermittelt, im Ruhrgebiet für 6. Februar um 152 % höher als im Vorjahr.
Die europäische Landwirtschaft war nicht so stark betroffen wie beim Kälteeinbruch 1956, weil die Felder bei Frostbeginn unter Schnee lagen. Die Phänologie beziehungsweise Entwicklung im Frühjahr war aber um 14 Tage hinter normal, was sich auf die europaweite Obsternte auswirkte, für den Sommer sind jedoch keine Benachteiligungen mehr nachgewiesen. Als erstaunlich wird bemerkt, dass im Raum Süddeutschland/Schweiz die Schattlagen des Obstes vor den Sonnlagen reiften, wohl, weil sonnseitig die Böden in der langen Schönwetterperiode Januar/Februar ausaperten, das heißt Schnee und Eis abschmolzen, und die Spätfröste viel tiefer eindrangen.